# ستنر

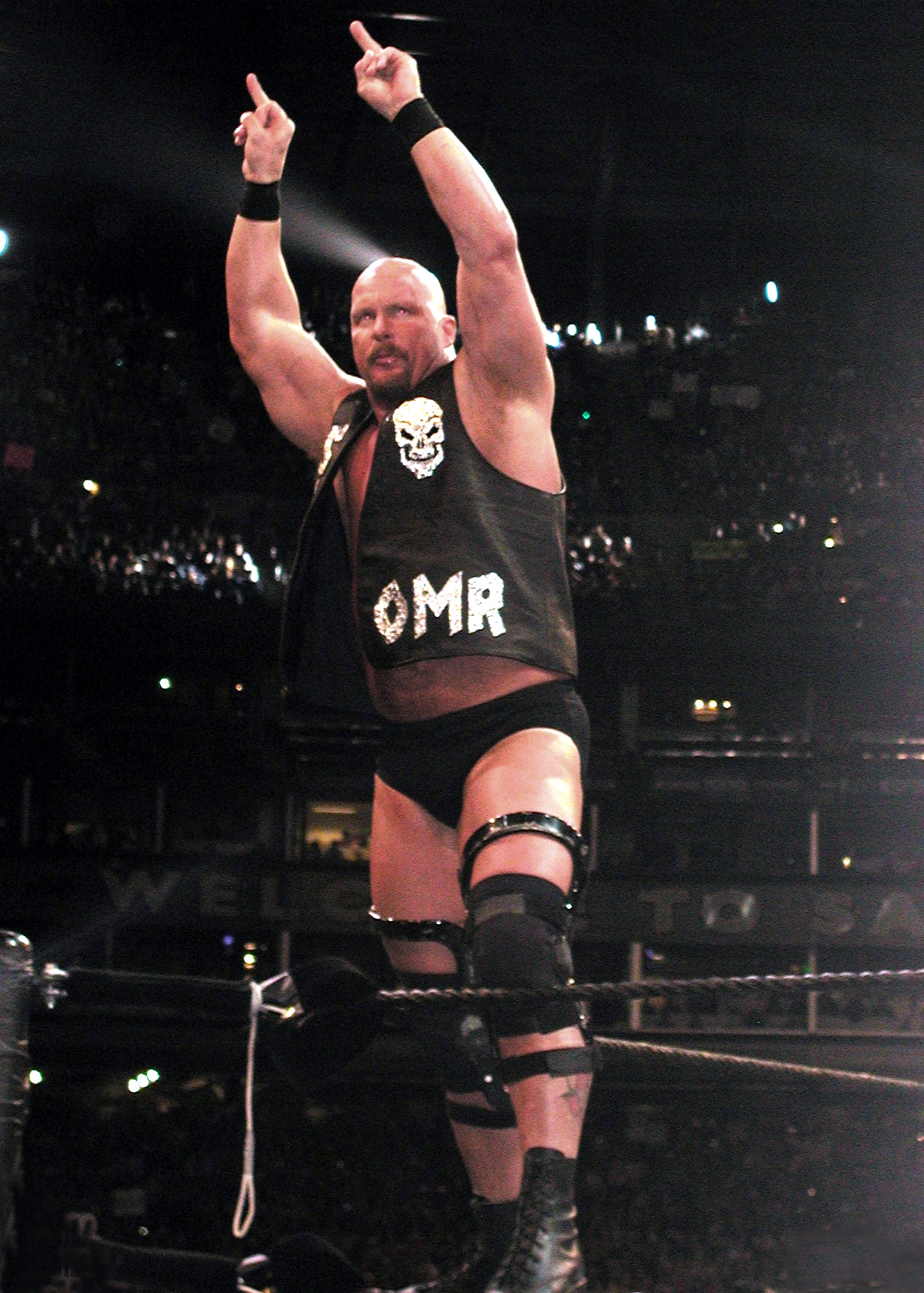
حركة الستنر اشتهرت من خلال ستون كولد ستيف أوستن

ستنر (بالإنجليزية: Stunner)‏ هي إحدى الحركات التي تستخدم في مصارعة المحترفين حيث يقوم المصارع بركل الخصم على المعدة ويسمك بعنق الخصم ويهبط على الأرض جالسا. وتعتبر من الحركات القاضية في بعض المبارايات. اشتهرت الستنر من خلال ستون كولد ستيف أوستن.

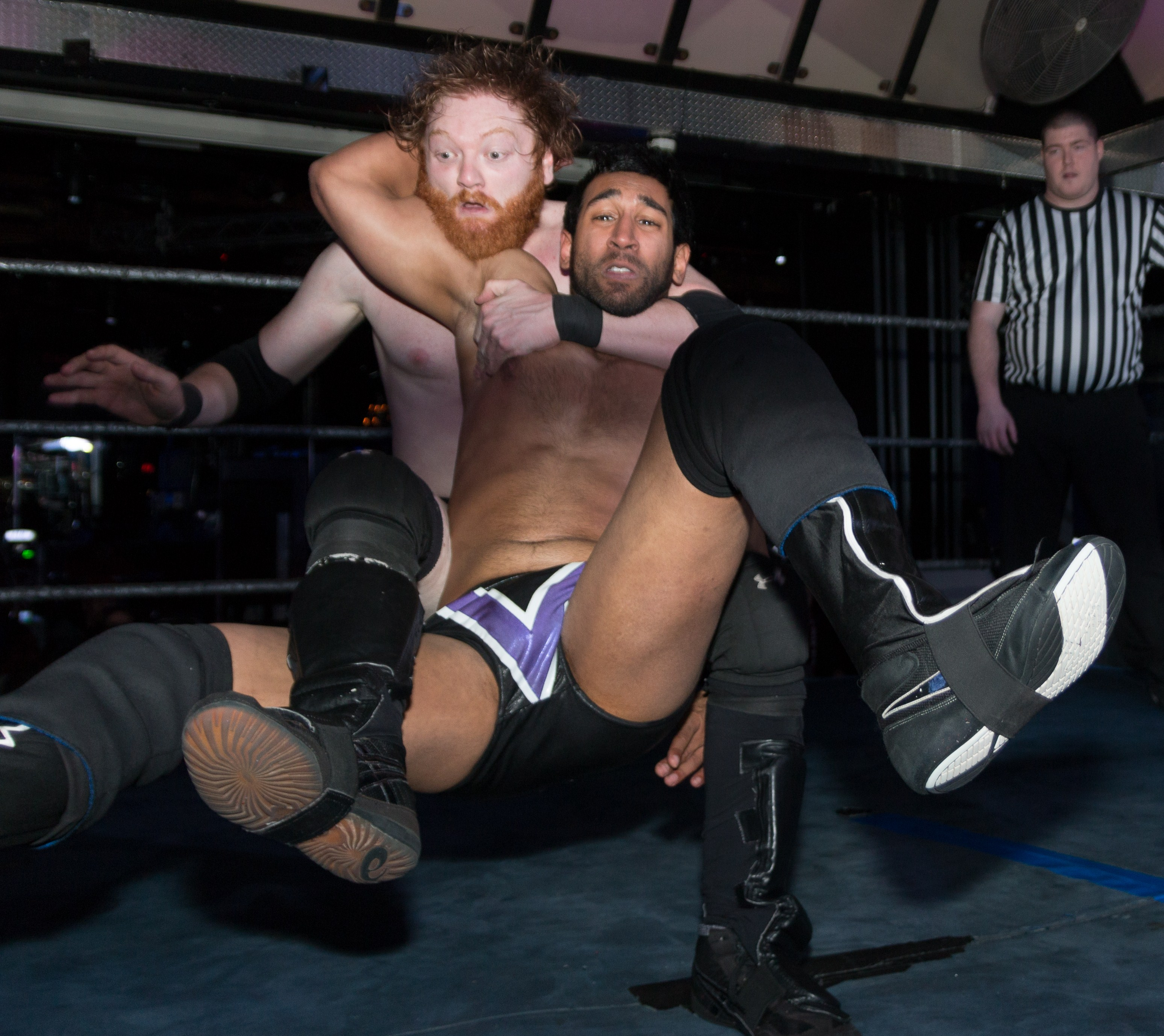